# Basil Poledouris
Basilis «Basil» Konstantine Poledouris (en grec: Βασίλης Πολεδούρης) (Kansas City, 21 d'agost de 1945 - Los Angeles, 8 de novembre de 2006) fou un compositor de cinema estatunidenc d'ascendència grega, conegut per la seva trajectòria de col·laboració amb els directors John Milius i Paul Verhoeven.
D'entre les seves obres hi ha la banda sonora de les pel·lícules Conan el Bàrbar (1982), Aurora roja (1984), Iron Eagle (1986), RoboCop (1987), La caça de l'Octubre Roig (1990), Allibereu Willy (1993), Starship Troopers: Les brigades de l'espai (1997) i Els miserables (1998). Poledouris va guanyar el Premi Primetime Emmy a la composició musical destacada per a una sèrie limitada o antològica, pel·lícula o especial, pel seu treball a la minisèrie de quatre capítols Lonesome Dove el 1989, i va ser quatre vegades receptor dels Premis BMI de música de cinema.